# Nowotorećke (hromada Hrodiwka)
Nowotorećke (ukr. Новоторецьке) – wieś na Ukrainie, w obwodzie donieckim, w rejonie pokrowskim, w hromadzie Hrodiwka. W 2001 liczyła 22 mieszkańców.